# The Fate of the Furious: The Album
The Fate of the Furious: The Album là album nhạc phim của The Fate of the Furious. Album được phát hành vào ngày 14 tháng 4 năm 2017 bởi Atlantic Records, khi bộ phim chính thức ra rạp. Giống như album trước, ba đĩa đơn quảng bá đã được cho ra mắt. Đầu tiên là "Go Off", bởi Lil Uzi Vert, Quavo, và Travis Scott; ra mắt 2 tháng 3 năm 2017 cùng với một MV. Đĩa đơn thứ hai, "Hey Ma", với sự góp mặt của Pitbull và J Balvin cùng với Camila Cabello, được ra mắt ngày 10 tháng 3 năm 2017, cũng kèm theo một MV.

## Danh sách và thứ tự các bài hát
| STT | Nhan đề                                                                                 | Sáng tác | Nhà sản xuẩt                        | Thời lượng |
| --- | --------------------------------------------------------------------------------------- | --- | ----------------------------------- | ---------- |
| 1.  | "Gang Up" (Young Thug, 2 Chainz, Wiz Khalifa và PnB Rock)                               | Jeffery Williams Tauheed Epps Cameron Thomaz Rakim Allen |                                     | 3:51       |
| 2.  | "Go Off" (Lil Uzi Vert, Quavo và Travis Scott)                                          | Symere Woods Quavious Marshall Jacques Webster Shane Lindstrom Breyan Isaac Christopher Featherstone Justin Featherstone William Featherstone Matthew Featherstone | Murda Beatz The Featherstones Isaac | 3:37       |
| 3.  | "Good Life" (G-Eazy và Kehlani)                                                         | Gerald Gillium Kehlani Parrish Benjamin Diehl Marco Rodriguez Diaz Jason Evigan Holly Hafermann                                                                    | Ben Billions Infamous               | 3:45       |
| 4.  | "Horses" (PnB Rock, Kodak Black và A Boogie wit da Hoodie)                              | Allen Dieuson Octave Artist Dubose Norman Payne | DJ Chose                            |            |
| 5.  | "Seize the Block" (Migos)                                                               | Marshall Kirshnik Ball Kiari Cephus Samuel Gloade | 30 Roc                              |            |
| 6.  | "Murder (Remix)" (YoungBoy Never Broke Again hợp tác với 21 Savage)                     | Shayaa Joseph | DJ Swift                            |            |
| 7.  | "Speakerbox (F8 Remix)" (Bassnectar featuring Ohana Bam và Lafa Taylor)                 | Lorin Ashton | Bassnectar                          |            |
| 8.  | "Candy Paint" (Post Malone)                                                             | Austin Post Louis Bell | Post Malone Bell                    |            |
| 9.  | "911" (Kevin Gates)                                                                     | Kevin Gilyard Rupert Thomas Adam Feeney | Sevn Thomas Frank Dukes             |            |
| 10. | "Mamacita" (Lil Yachty hợp tác với Rico Nasty)                                          | Miles McCollum |                                     |            |
| 11. | "Don't Get Much Better" (Jeremih, Ty Dolla Sign và Sage the Gemini)                     | Jeremih Felton Tyrone Griffin Dominic Woods Andreas Schuller James Wong                                                                                            | Axident Gladius                     |            |
| 12. | "Hey Ma (phiên bản tiếng Tây Ban Nha)" (Pitbull và J Balvin hợp tác với Camila Cabello) | Armando Perez Jose Balvin Karla Estrabao Jamie Sanderson Tinashe Sibande Philip Kembo Soaky Siren Johnny Yukon                                                     | Sermstyle T-Collar Pip Kembo Yukon  | 3:14       |
| 13. | "La Habana" (Pinto "Wahin" và DJ Ricky Luna hợp tác với El Taiger)                      | | DJ Ricky Luna Wahin                 |            |
| 14. | "Hey Ma" (J Balvin và Pitbull hợp tác với Camila Cabello)                               | Perez Balvin Estrabao Sanderson Sibande Kembo Siren Yukon | Sermstyle T-Collar Kembo Yukon      |            |